# Orkiestra św. Mikołaja
Orkiestra św. Mikołaja – polski zespół folkowy istniejący od 1988 r.

## Muzyka i działalność
Orkiestra św. Mikołaja od lat plasuje się w czołówce polskich zespołów folkowych. Rozpoznawalną cechą kapeli jest akustyczne brzmienie i używanie manier wokalnych, m.in. białego śpiewu. W swoich aranżacjach zespół stosuje instrumenty strunowe:  i cymbały, smyczkowe – mazanki, skandynawską nyckelharpę i cała gamę tradycyjnych instrumentów dętych. To one w dużej mierze tworzą specyficzny i niepowtarzalny koloryt brzmienia. Jako jedna z pierwszych kapel wprowadziła do repertuaru muzykę inspirowaną słowiańskim folklorem muzycznym, przede wszystkim polskim, łemkowskim i huculskim i tym inspiracjom pozostaje wierna do dziś.
Repertuar zespołu ma szczególnie rozbudowaną strukturę melodyczną. Jest to muzyka wielopłaszczyznowa – często poszczególni muzycy snują opowieści jednocześnie i wchodzą w zaskakujące interakcje muzyczne. 
Frazy nawiązują zarówno do muzyki tradycyjnej z różnych stron świata, jak i do muzyki współczesnej. Utwory tworzą często kolaż zlepiony z tematów piosenek, oparty na transowych, unisonowych riffach. Czasem zaś wątki instrumentalne rozbiegają się w różnych kierunkach i w bardzo samodzielny sposób wypełniają ramy aranżacji.
Orkiestra św. Mikołaja to nie tylko zespół muzyczny. W jej środowisku powstało wiele prekursorskich inicjatyw mających na celu animację i popularyzację muzyki folkowej:
- Międzynarodowy Festiwal Muzyki Ludowej „Mikołajki Folkowe” organizowany corocznie od 1991 roku,
- Pismo Folkowe „Gadki z Chatki” – jedyny w Polsce, wydawany od 1996, dwumiesięcznik poświęcony muzyce folkowej wraz z jej kontekstem kulturowym.
- Spotkania Ludzi Gór – warsztaty artystyczne prowadzone w Bieszczadach w Jaworniku,
- projekty muzyczne – w ramach Orkiestry św. Mikołaja powstały, a potem usamodzielniły się zespoły: Się Gra, Jahiar Group, Odpust Zupełny, Orkiestra/Łem.

## Ważniejsze osiągnięcia
Zespół zagrał prawie 2000 koncertów w kraju i za granicą: na „Colours of Ostrava” w Czechach (2014), „Skrzyżowaniu Kultur” w Warszawie (2013), Festiwalu „Kraina Mrij” w Kijowie – Ukraina (2012) w Moskwie (2011), na festiwalu „Pustyje Hołmy” w Rosji (2011), „Midsommar” w Helsinkach - 2011, „Rain Forest Festival” w Malezji (2009), W Edynburgu w Szkocji (2009), w Serpa - Portugalia (2006), Rorun i Korro - Szwecja (2006), Sheshory – Ukraina (2004 i 2005), w Bardentreffen, Norymberdze, Düsseldorfie, Utrechcie i Pradze (2004), w Kiszyniowie (2003, 2004), w Falun w Szwecji (2003), w Kijowie (2002, 2006 i 2007), Festiwal Polskiej Piosenki „Opole 2002”, Gewandhaus w Lipsku (2002), Rok Polski w Hiszpanii (Alcala de Haneres 2001), Hamburgu (2001), Weimarze (2001), Expo 2000 Hanower, podczas Polnische Kulturwochen w Marburgu (2000), „Koncert Bożonarodzeniowy” w Teatrze Polskim – na którym „Orkiestra” wykonała jeden ze swoich utworów razem z kwartetem smyczkowym i Chórem Opery Narodowej – (grudzień 2000), Sfinks Festival – Antwerpia (1999), Festiwal Piosenki Studenckiej w Krakowie (1997 i 2000), Jalta Palais we Frankfurcie nad Menem (1997), Kultur Center w Duisburgu (1997), koncert „Voo Voo i Przyjaciele” w kamieniołomach w Kazimierzu Dolnym (1995), Festiwal Muzyki Folkowej Europejskiej Unii Radiowej w Rudolstadt (1994), Festiwal Rockowy w Jarocinie (1992), oraz pięciokrotny występ w Studiu Koncertowym S1 im. W. Lutosławskiego (1995-2006).
Grupa była zapraszana na wiele imprez o innym niż folkowy charakterze. Najważniejsze z nich to: Festiwal Muzyki Dawnej – Gołuchów (1996), „Jazz – Fair Festival” Poznań (1997), „Yapa” – Festiwal Piosenki Turystycznej – Łódź (2002-2003), Święto Kultury Łemkowskiej „Watra” – Zdynia (lata 1991-2013), Festiwal filmowy „Festival des Jugen Osteuropaischen Film” – Cottbus (1997).
Orkiestra zrealizowała kilka filmów i programów telewizyjnych: „Wszystko gra” (2014) – zapis koncertu „urodzinowego” zarejestrowany przez TVP Lublin, „Muzyka z Jawornika” (2001) i „Kermesz w Łopience” (2002) – TV Kraków, „Rzeka” i „Źródła” (1994) – Program 2 TVP, „Kuba zaprasza” (1995) – POLSAT, „Swojskie klimaty” (trzykrotnie w latach 1995-1997), koncert transmitowany przez TV Katowice (1996), oraz kilkakrotnie w programie „Hulaj dusza” w TVP Polonia (1998).
W 2005 Orkiestra św. Mikołaja jako pierwszy i dotychczas jedyny zespół folkowy otrzymała Honorową Nagrodę im. Oskara Kolberga za popularyzację kultury ludowej. W Polsce jest to najbardziej prestiżowe wyróżnienie w tej dziedzinie.
CD „Kraina Bojnów” zdobył tytuł Folkowego Fonogramu Roku, a album „Huculskie Muzyki” Orkiestry św. Mikołaja i Kapeli Romana Kumłyka „Czeremosz” wygrał w 2007 roku plebiscyt Wirtualne Gęśle na najlepszą polską płytę folkową.

## Skład zespołu

### Obecny skład zespołu (2023)
- Anna Kołodziej (Bielak) – skrzypce, nyckelharpa, mazanki, śpiew
- Marcin Skrzypek – cymbały, gitara, mandolina, koboz, bębny, śpiew
- Bogdan Bracha – sopiłki, skrzypce, fujarki, instrumenty stroikowe, śpiew[2]
- Zbyszek Kowalczyk – gitara
- Jacek Warszawa – perkusja

### Byli członkowie i muzycy
- Marek Andrzejewski (Muzyka gór) – basy podhalańskie, bałałajka, kazoo, śpiew
- Sylwia Bereza (Kraina Bojnów, Z dawna dawnego) – wiolonczela, śpiew
- Robert Brzozowski (Jeden koncert, O miłości przy grabieniu siana, Huculskie muzyki, Lem-Agination, Drugi koncert) – kontrabas
- Rafał Cichowski (Muzyka gór) – akordeon, drumle, śpiew
- Stefan Darda (Z wysokiego pola, Czas do domu) – gitara, cymbały, śpiew, bałałajka, mandola, akordeon, lira korbowa
- Grzegorz Drozd (Czas do domu) – kongi
- Mirosław Dutka (Czas do domu) – akordeon
- Maciej Filipczuk (Muzyka gór) – gitara, skrzypce, śpiew
- Joanna Grzywaczewska (Muzyka gór) – śpiew
- Mikoła Iliuk (Huculskie muzyki) – skrzypce
- Urszula Kalita (Muzyka gór, Z wysokiego pola, Czas do domu, Kraina Bojnów, Z dawna dawnego) – sopiłki, okaryna, flet prosty, flet poprzeczny, fłojara, klarnety basowe, skoduczaje, śpiew
- Justyna Kazek - wiolonczela, śpiew
- Anna Kiełbusiewicz (Z dawna dawnego) – śpiew
- Joanna Kolińska (Muzyka gór) – śpiew
- Edyta Sylwia Komincz (Z wysokiego pola, Czas do domu) – śpiew
- Michał Kowalczyk (Nowa muzyka) – kontrabas
- Roman Kumłyk (Huculskie muzyki) – skrzypce, pasterskie instrumenty dęte, śpiew
- Izabela Kuruś (Muzyka gór) – śpiew
- Grzegorz Lesiak (Z dawna dawnego) – mandola, dutar, gitara
- Anna Łukasiewicz (Z wysokiego pola, Czas do domu, Kraina Bojnów) – tarło, bambus z ziarenkami, klawesy, śpiew
- Sławomir Łukasiewicz (Czas do domu, Kraina Bojnów) – akordeon, gitara, dutar, mandola, kabaza
- Piotr Majczyna (Jeden koncert, O miłości przy grabieniu siana, Huculskie muzyki, Lem-Agination, Nowa muzyka, Drugi koncert) – mandola, saz, gitara, lira korbowa, dutar, zongora, śpiew
- Joanna Makaruk (Z wysokiego pola, Czas do domu) – śpiew, marakasy, tamburyno
- Sławomir Mazgajczyk (Muzyka gór) – domra, śpiew
- Małgorzata Michalec-Kacprzak (Czas do domu, Kraina Bojnów) – skrzypce, basy, śpiew
- Katarzyna Mikołajczak (Lem-Agination) – skrzypce, śpiew
- Agnieszka Mitura (Kraina Bojnów) – śpiew
- Marcin Mrowca (Muzyka gór) – bałałajka, cymbały, śpiew
- Maria Natanson (Lem-Agination, Nowa muzyka, Drugi koncert) – skrzypce, altówki, śpiew
- Stepan Pankiw (Huculskie muzyki) – bajan
- Bożena Pawlikowska (Muzyka gór) – śpiew
- Elżbieta Rojek (Muzyka gór, Jeden koncert, O miłości przy grabieniu siana, Huculskie muzyki) – śpiew
- Agata Rojek (Muzyka gór) – śpiew
- Hanna Różyc (Muzyka gór) – śpiew, cytra
- Adam Rzepliński (Czas do domu) – wiolonczela
- Grzegorz Salachna (Czas do domu, Kraina Bojnów) – skrzypce, bałałajka, śpiew
- Bartłomiej Stańczyk (Kraina Bojnów, Z dawna dawnego) – akordeon
- Grzegorz Struski (Muzyka gór) – mandolina
- Ewa Sudzińska (Kraina Bojnów) – śpiew
- Magdalena Szakiewicz (Z wysokiego pola, Czas do domu) – bębny, tamburyno, klawesy, śpiew
- Bożena Szpryngiel (Z wysokiego pola, Czas do domu) – basy podhalańskie, tarło, śpiew
- Jerzy Szymula (Muzyka gór) – instrumenty perkusyjne
- Agnieszka Śnieżko (Muzyka gór) – śpiew
- Wasyl Timczuk (Huculskie muzyki) – cymbały
- Paweł Tymochowicz (Z wysokiego pola, Czas do domu) – bębny, basy podhalańskie, gitara, bałałajka, mandola, kantela, skrzypce, śpiew
- Joanna Zarzecka (Kraina Bojnów) – śpiew
- Agnieszka Kołczewska – bębny, instrumenty perkusyjne, śpiew
- Weronika Kijewska – wiolonczela, śpiew

## Dyskografia

### Albumy studyjne
- Muzyka gór (1992)
- Z wysokiego pola (1994)
- Czas do domu (1997)
- Kraina Bojnów (1998)
- Z dawna dawnego (2000)
- O miłości przy grabieniu siana (2004)
- Lem-agination (2007)
- Nowa Muzyka (2007)
- Mody i Kody (2016)
- Muza-muzyka pogranicza (2023; razem z Joryj Kłoc)[3]

### Kompilacje i płyty koncertowe
- Jeden koncert (2002)
- Huculskie muzyki (2006)
- Stara muzyka (2007)
- Drugi koncert (2010)
- Trzeci Koncert (2022)[4]

### Inne
Nagrania zespołu znalazły się na składankach:
- Pofolkuj sobie (2000)
- Potańcuj sobie (2000)
- The Musical Journey To Poland
- Bardentreffen 2004 (2004)
- Składanka Łemkowska
- Składanka Łemkowska 2 (2008)
- Polska Rootz (2009)
- Folkowo (2010)